# Papilio jordani
Statut de conservation UICN

VU : Vulnérable
Espèce
Papilio jordani est une espèce de lépidoptères (papillons) de la famille des Papilionidae. L'espèce est endémique de l'île de Célèbes en Indonésie.

## Systématique
L'espèce Papilio jordani a été décrite pour la première fois en 1906 par Fruhstorfer dans Societas entomologica.